# Убиславиці
Убиславиці (пол. Ubysławice) — село в Польщі, у гміні Карліно Білоґардського повіту Західнопоморського воєводства.
Населення — 413 осіб (2011).
У 1975-1998 роках село належало до Кошалінського воєводства.

## Демографія
Демографічна структура станом на 31 березня 2011 року:
|          | Загалом | Допрацездатний вік | Працездатний вік | Постпрацездатний вік |
| -------- | ------- | ------------------ | ---------------- | -------------------- |
| Чоловіки | 215     | 59                 | 145              | 11                   |
| Жінки    | 198     | 51                 | 115              | 32                   |
| Разом    | 413     | 110                | 260              | 43                   |